# NX情報システム
NX情報システム株式会社（エヌエックスじょうほうシステム）とは、東京都千代田区に本社を置く、NXグループ内におけるIT事業（アプリケーション開発・ITインフラ・ユーザーサポート）を担う日本通運の100%子会社。ユーザー系のシステムインテグレーターである。
2022年1月、親会社の日本通運が単独株式移転による持株会社制への移行及びグループブランド「NX」の導入に伴い、日通情報システム株式会社（にっつうじょうほうシステム）から社名変更された。

## 主な事業
事務に適しているアプリケーションの開発や、システムや端末機能のトラブル対応、アプリケーションの操作などのサービスを提供している。
また、NXグループ全体の情報システムを支えている会社でもある。